# Nicolas Dospital
Pour les articles homonymes, voir Dospital.

a Compétitions nationales et continentales officielles uniquement.

Nicolas Dospital, né le 25 août 1984 à Angers (Maine-et-Loire, France) , est un joueur de rugby à XV français évoluant au poste de talonneur.

## Biographie
Formé au centre de formation du club de l'Union Bordeaux Bègles, Nicolas Dospital intègre l'équipe professionnelle en 2004 au poste de troisième ligne ou talonneur. Il compte 3 sélections en équipe de France Universitaire, sélection dont il a été capitaine en 2008. Il a également été sélectionné en équipe de France à 7 en juin 2010. Nicolas Dospital a également évolué en Fédérale 1 au sein de l'équipe du Stade langonnais,  de 2009 à 2014.

## Carrière de joueur

### En club
- 2001-2008 : CA Bègles-Bordeaux
- 2005-2009 : Union Bordeaux Bègles
- 2009-2014 : Stade langonnais

### En équipe nationale
- Il a disputé son premier match avec l'équipe de France Universitaire en 2007 contre l'Angleterre à Oxford.

## Palmarès
- 3 sélections en équipe de France Universitaire depuis 2007
- Sélections par année : 1 en 2007, 2 en 2008
- 1 sélection en équipe de France à 7 en 2010